# Carlo Alfieri di Sostegno
Carlo Alfieri di Sostegno (Torino, 30 settembre 1827 – Firenze, 18 dicembre 1897) è stato un politico italiano, deputato e senatore del Regno d'Italia.

## Biografia
Figlio del marchese Cesare Roberto Alfieri e di Luisa Irene Costa dei conti della Trinità, nasce a Torino il 30 Settembre 1827. Sono suoi padrini di battesimo il principe Carlo Alberto e la principessa Maria Teresa d'Asburgo-Lorena, a dimostrazione della vicinanza della famiglia Alfieri alla monarchia. Appartiene alla tradizione nobiliare degli Alfieri, di cui fanno parte Vittorio e Benedetto, fino a suo padre, Cesare, ministro del Regno di Sardegna e firmatario dello Statuto Albertino.

### Formazione e rapporti con Cavour
Intraprende i primi studi sotto la guida di insegnanti illustri, scegliendo poi di dedicarsi alle materie giuridiche presso l'Università di Torino. Questa esperienza viene presto interrotta dal precoce matrimonio con Ernestina Doria di Ciriè, che, però, muore giovanissima, nel 1849, senza che la coppia abbia avuto figli. Il marchese non porterà mai a termine gli studi.
A spingerlo verso la vita politica è l'ambiente che lo circonda. Frequenta, infatti, politici piemontesi e intellettuali. Entra in contatto con personaggi come Carlo Bon Compagni di Mombello, Cesare Balbo e Massimo D'Azeglio. È quest'ultimo a consigliarli gli studi politici. L'incontro con Camillo Benso, conte di Cavour, e il suo invito a collaborare al quotidiano Il Risorgimento, gli dà l'opportunità di approfondire i temi collegati alla politica sotto l'egida del conte, di cui egli si dichiarerà sempre, discepolo fedele.
Frequentando casa Cavour conosce e sposa in seconde nozze Giuseppina, nipote del conte. Con lei avrà due figlie: Maria Luisa, che sposa Emilio Visconti-Venosta, che sarà secondo soprintendente dell'Istituto "Cesare Alfieri", e Adele. Le due sorelle svolgono insieme molte attività di beneficenza a favore della popolazione più bisognosa.

### Formazione in Europa
Nel periodo precedente all'inizio della carriera politica compie vari viaggi all'estero, in particolare in Inghilterra e in Francia, dove si reca più volte. Si interessa in modo particolare al costituzionalismo inglese e al modello organizzativo basato sul concetto di self government. Per quanto riguarda la Francia, approfondisce gli autori francesi del periodo posteriore alla monarchia di luglio, nei quali trova ispirazione per le questioni legate alla formazione della classe dirigente di un paese, ma, soprattutto, per mettere a fuoco i concetti di libertà e liberalismo. Sostiene un'idea politica liberale anti-centralista e confida in una classe politica composta da aristocratici responsabili e preparati a questa funzione. Sono questi alcuni degli ideali che lo portano alla fondazione, nel 1875, dell'Istituto Cesare Alfieri di Scienze sociali a Firenze, per l’insegnamento delle scienze morali e politiche.

### Fondazione della Scuola di Scienze Sociali
La convinzione che l'aristocrazia sia la classe più adatta per ricoprire cariche politiche viene espressa nel suo primo articolo per Il Risorgimento, laddove invita i nobili ad accogliere i principi liberali per non essere scavalcati dalla borghesia emergente. Spinto da questa idea fonda la Società di educazione liberale e la connessa Scuola di scienze sociali. Nel giugno del 1871 si tiene, agli Uffizi (all'epoca usati come spazio a disposizione del Senato del Regno d'Italia) il primo incontro per l'illustrazione del progetto della scuola, che sarà fondata nel 1875 presso l'Università degli Studi di Firenze.  Insieme all'École libre de sciences politiques di Parigi, nata nello stesso anno, è la scuola di scienze politiche più antica d'Europa. Con il regio decreto del 24 maggio 1888 la scuola diventa Istituto di Scienze Sociali assumendo il nome di “Cesare Alfieri”.

## Il pensiero politico
È un moderato di destra. Aderisce sostanzialmente alla tesi del padre, Cesare Alfieri di Sostegno, per il quale il progetto di un'Italia federalista, unita da istituzioni liberali uniformi è la soluzione più congeniale nel momento storico in corso. Condivide con il genitore anche l'avversione per i mazziniani, non solo perché repubblicani ma anche perché ritiene che il loro programma vada a discapito della libertà.
Appoggia la tradizione antiromana, che fa capo a Massimo d'Azeglio,  convinto che il mito di Roma debba essere ridimensionato. Vede nel trasferimento della capitale a Roma un errore commesso per accontentare la parte rivoluzionaria, un sacrificio da parte di Cavour e di molti ideali liberali in nome dell'alleanza centro-sinistra. È contrario ad intraprendere la via radicale della sostituzione degli ordini vecchi con i nuovi, per evitare un eccessivo accentramento, preludio di un passaggio dalla democrazia al socialismo.

### Influenze
Conosce Massimo d'Azeglio a vent'anni e sempre, quando si avvicina anche al conte di Cavour. Queste due hanno un importante ruolo nello sviluppo delle idee politiche del giovane Carlo Alfieri, ma non sono solo italiane le fonti che hanno influenzato il suo pensiero politico. La sua concezione di libertà e dello Stato derivano soprattutto dagli scrittori liberali francesi: Alexis de Tocqueville, Jules Simon ma anche Paul Janet e Émile de Laveleye,belga quest'ultimo. Ha inoltre una grande ammirazione per le istituzioni inglesi e per gli uomini come Macaulay e John Stuart Mill. Prevalente è tuttavia l'influenza di Tocqueville di cui apprezza la concezione della libertà e la sua estensione a tutti i campi dell'operare e del pensare.

#### L'unità d'Italia
È fermamente convinto che le tradizioni storiche locali debbano essere rispettate e che l'unificazione con il suo carattere centralizzato, abbia un carattere oppressivo.
Sostiene che la libertà di coscienza possa salvare il Regno nei confronti della Chiesa di Roma, che la libertà economica possa contribuire a superare la questione sociale, con la libera iniziativa, lo sviluppo delle industrie, il miglioramento dell'agricoltura e la beneficenza. L'autogoverno - dando libertà amministrativa agli enti locali e autonomia a regioni e province, che per tanti secoli hanno avuto autonomia politica più o meno sostanziale -è, nella sua visione, una garanzia per l'unità nazionale.

#### La nuova classe politica e dirigente
L'aristocrazia ha diritti e doveri che le condizioni storiche gli hanno attribuito, perché in essa sono presenti disciplina e un senso della libertà che le democrazie sono solite perdere o non avere. Certo questa classe sociale deve rinnovarsi, Dal punto di vista storico, infatti, l'aristocrazia in Italia non ha mai avuto un grande rilievo e anche quando nel 1848 la nobiltà aderisce al programma albertino, Occorre dunque, una nuova aristocrazia, che fondi la sua autorevolezza non più sui diritti acquisiti nei secoli, ma che faccia proprio il nuovo modello liberale e persegua obiettivi di giustizia distributiva. Un'aristocrazia parlamentare a capo del progresso nazionale e rappresentante delle libertà pubbliche. Lo Stato moderno ha bisogno di uomini qualificati e preparati provenienti solo dall'aristocrazia e dalla borghesia, poiché le masse sono dominate da istinti; il popolo può essere educato, ma non è capace di esprimere una rappresentanza politica. Questo è fine da raggiungere, ma la classe dirigente insediatasi ai vertici del Regno e delle sue istituzioni è fatta di incapaci.

## Carriera politica
Carlo Alfieri di Sostegno viene eletto deputato del Regno di Sardegna, col gruppo di Destra, presso il collegio di Alba(VI legislatura) e di Caluso(VII legislatura). Ricopre anche la carica di deputato del Regno d'Italia eletto, col gruppo di Destra, presso il collegio di Caluso(VIII legislatura) e di Porto Maurizio(IX e X legislatura).
Nel complesso ricopre la carica di deputato dal dicembre 1857 al novembre 1870 (1857-1860 per il Regno di Sardegna e 1860-1870 per il Regno d'Italia), fino all'elezione a Senatore del Regno d'Italia, avvenuta il 1 dicembre 1870. Viene anche nominato Vicepresidente del Senato in tre diverse legislature: dal febbraio del 1880 al mese di aprile del 1886.

### Morte
Muore il 18 dicembre 1897 a Firenze. Si dedica fino agli ultimi giorni alla istituto da lui fondato, massima espressione dei suoi convincimenti di uomo, intellettuale e politico.
Nel ricordo letto da Giovanni Faralli il 30 dicembre 1897, nel corso dell'assemblea dell'Associazione popolare politica Bettino Ricasoli dal Carlo Alfieri è definito "il tipo più perfetto e sincero di conservatore liberale".

## Opere
- Carlo Alfieri di Sostegno, Paix à l'Europe, justice à l'Italie, Tipografia Cerutti, De Rossi et Dusso, 1859.
- Carlo Alfieri di Sostegno, L'insegnamento liberale della scienza di stato, Firenze, Salvatore Landi, 1889.
- Carlo Alfieri di Sostegno, Della dottrina liberale nella questione amministrativa, Cellini, 1867.
- Carlo Alfieri di Sostegno, L'Italia liberale: ricordi considerazioni avvedimenti di politica e di morale, Firenze, Le Monnier, 1872.
- Carlo Alfieri di Sostegno, Chi ha tempo non aspetti tempo!; pareri di un senatore, Roma, Tipografia del Senato, 1879.
- Carlo Alfieri di Sostegno, Di un concetto scientifico della moderna democrazia, Firenze, Uffizio della Rassegna nazionale, 1883.